# Mansfield (Pensilvania)
Mansfield es un borough ubicado en el condado de Tioga en el estado estadounidense de Pensilvania. En el año 2000 tenía una población de 3411 habitantes y una densidad poblacional de 700,5 personas por km².

## Geografía
Mansfield se encuentra ubicado en las coordenadas 41°48′22″N 77°04′32″O / 41.80611, -77.07556.

## Demografía
Según la Oficina del Censo en 2000 los ingresos medios por hogar en la localidad eran de USD 27 500 y los ingresos medios por familia eran USD 39 420. Los hombres tenían unos ingresos medios de USD 26 858 frente a los USD 18 693 para las mujeres. La renta per cápita para la localidad era de USD 11 042. Alrededor del 26,7% de la población estaba por debajo del umbral de pobreza.